# Тріумф революції
Тріумф революції (ісп. Triunfo de la Revolución) — кубинське державне свято, що відзначається щорічно 1 січня в ознаменування перемоги Кубинської революції.
Внаслідок державного перевороту 10 березня 1952 до влади прийшов військовий Фульхенсіо Батіста, який встановив у країні військово-поліцейську диктатуру. 1953 проти його режиму розпочалася озброєна боротьба повсталих. Очолив боротьбу Рух 26 липня під керівництвом Фіделя Кастро. Кубинська революція почалася 26 липня 1953 (День взяття казарм Монкада) і епізодично тривала до перемоги повсталих 1 січня 1959. Результатом перемоги стала заміна устрою держави на соціалістичну республіку.
Новий рік для кубинців — подвійне свято. Під час святкувань проводяться мітинги, військові паради, феєрверки та концерти по всій країні. Перший парад кубинських революційних збройних сил цього дня пройшов на Площі революції.
Тріумф революції є одним із свят, що відзначаються на «острові Свободи» на честь Кубинської революції. Свято завжди мало сильну патріотичну основу та спогади про революційну історичну епоху.